# Gewone glanserebia
De gewone glanserebia (Erebia cassioides) is een vlinder uit de onderfamilie Satyrinae, de zandoogjes en erebia's. De soort heeft een spanwijdte van 32 tot 38 millimeter.
De soort komt voor op droge enigszins grazige hellingen in een aantal geberten in de zuidelijke helft van Europa: Alpen, Apennijnen, Balkan, Cantabrisch Gebergte, Centraal Massief, Karpaten, Pirin, Pyreneeën en Rila. De soort is te vinden van 1600 tot 2600 meter boven zeeniveau.
Als waardplanten gebruikt de gewone glanserebia soorten zwenkgras (Festuca). De soort overwintert als rups in het eerste of tweede stadium. In de zomer vindt verpopping plaats. De vliegtijd is van juli tot september.